# Gerhard Kukofka
Gerhard Kukofka (Kuckoff, Pseudonym: Bruder Hilarius) (* 16. Dezember 1917 in Beuthen, Oberschlesien; † 5. November 1970 in Gießen) war ein oberschlesischer Schriftsteller, Heimatdichter und Verlagslektor.

## Biographie
Gerhard Kukofka musste infolge der Vertreibung der Deutschen aus Schlesien 1945 seine Heimat verlassen und lebte bis zu seinem Tod in Regensburg, wo er als freier Journalist, Schriftsteller und Verlagslektor tätig war.

## Schriften
- als Bruder Hilarus: Dreist und gottesfürchtig. Glossen und Betrachtungen. Friedrich Pustet KG, Regensburg 1965.
- Frohe Zeit in Schlesien. Erzählungen und Gedichte. Verlag Heimatwerk, 1966.
- Ein Leben – Gedichte und Prosa über die verlorene Heimat. Oberschlesischer Heimatverlag, Augsburg 1971.

Übersetzungen
- mit Wilhelm Friese: Peter Schindler: Die letzten Dinge. Friedrich Pustet KG, Regensburg 1960.
- mit Viktor Waschnitius: Peter Schindler: Alte Wahrheit neu gelebt. Katholizismus in unserer Zeit. Friedrich Pustet KG, Regensburg 1960.